# Militia (band)
Militia is een Belgische industrial-percussieband, opgericht in 1989 door multi-instrumentalist Frank Gorissen en blaasinstrumentenbespeler Jo Billen. Er zijn nu zes muzikanten betrokken bij de band. Militia is bekend vanwege het bespelen van zelfgemaakte percussie -en blaasinstrumenten in combinatie met conventionele instrumenten. De meeste percussie-instrumenten worden gemaakt van afvalmateriaal zoals lege olievaten, metalen voorwerpen en onderdelen van machines en auto's.
De band vindt vaak haar inspiratie in de anarchistische en atheïstische wereldvisie en het milieubewustzijn, thema's die kunnen teruggevonden worden in een groot aantal van hun songteksten.

## Geschiedenis
Vanaf 1989 was Frank Gorissen actief als home recording artiest en componeerde elektronische muziek. Daarnaast was hij radio-dj bij de vrije radio "Demervallei" in Diepenbeek, België. Tijdens zijn muziekprogramma dat "Radio Militia" heette, nodigde hij af en toe muzikanten en artiesten uit om vanuit de radiostudio live in de ether te gaan. Tijdens zo'n live programma ontmoette hij de blaasinstrumentenbespeler Jo Billen en samen richtten ze de band Militia op. Frank Gorissen nam de eerste Militia muziek op cassette tapes op en dit eerste project kreeg de naam "Statement", waarbij beide muzikanten een verscheidenheid aan percussie-instrumenten spelen in combinatie met elektronische instrumenten en blaasinstrumenten, al dan niet van digitale effecten voorzien en gemanipuleerd. Ze stuurden die tapes op naar Mike Dando, de Engelse noise muzikant van de eenmansformatie Con-Dom, nadat Frank Gorissen en Jo Billen in 1990 een concert van hem hadden bijgewoond in Antwerpen. Mike Dando stelde de tapes ter beschikking van het Duitse platenlabel Praxis Dr. Bearmann en gebruikte zelf enkele muziekfragmenten voor zijn eigen Con-Dom releases.Het Duitse platenlabel was meteen geïnteresseerd en zorgde voor de productie en de distributie van de eerste Militia albums. Het eerste album van de band, New European Order - een box met 3 lp's - verscheen in 1991 en was meteen een schot in de roos; de 1000 exemplaren waren binnen 2 jaar volledig uitverkocht.
Jo Billen verliet in 1990 de band en richtte het solo-project "Onehouse" op. Hij werd vervangen door Gary Vaes, Frank Van Hoof en Peter Vanderstukken die samen met Frank Gorissen de percussie voor hun rekening namen. De band begon vanaf toen sterk ritmische percussiemuziek te maken waarbij elektronische geluiden en synthesizermelodieën als achtergrond worden gebruikt. Die werkwijze om tot de typische muzikale Militia composities te komen werd het handelsmerk van de band.
Tactical Recordings, de opvolger van het label Praxis Dr. Bearmann, bracht al hun volgende albums uit en maakte het voor de band mogelijk om hun elektro-akoestische muziek op te nemen in een professionele studio. Nieuwe albums volgden en de band kan nu vaak gezien worden op belangrijke festivals binnen het genre zoals Maschinenfest en Xphonozon festival in Duitsland, op het Belgische Independent Music festival en het Franse Deadly Actions festival, om er maar een paar te noemen.
Op het einde van 2008 hief Tactical Recordings al haar activiteiten op en het Belgische platenlabel Neuropa Records nam de band onder z'n vleugels. Dit experimentele muziek label brengt vanaf 2009 de nieuwe Militia albums uit, maar ook die van MekanOrganiK, een apart muzikaal project van drie Militia muzikanten (Frank Gorissen, Sandra Janssen en Frank Van Hoof).

## Militia muzikanten
Er hebben zich in de loop van de jaren enkele wijzigingen voorgedaan in de line up van de band en de muzikanten die nu tot de band horen zijn:
- David Dal Pozzo percussie
- Frank Gorissen: composities, elektronische instrumenten, blaasinstrumenten, stem
- Philippe Hermans: percussie
- Sandra Janssen: percussie, trompet
- Carlo Smeyers: percussie
- Tom Hox: manager, filmprojecties

## Muziek
De muziek van Militia kan het best omschreven worden als krachtige, ritmische industrial- en experimentele muziek, soms ook wel martial-industrial genoemd. De muziek wordt meestal gemaakt met zelfgebouwde percussie-instrumenten waarbij metalen voorwerpen, afvalmateriaal, auto-onderdelen, onderdelen van machines, metalen platen en buizen, lege gascontainers en olievaten, conventionele drums, pauken, (al dan niet zelfgemaakte) blaasinstrumenten en zelfs een zware metalen radiator en een betonmixer ingezet worden. Als al het Militia materiaal op het podium uitgestald staat lijkt dit sterk op een bouwwerf.
Frank Gorissen componeert de achtergrondmuziek met een Korg poly 800/2 synthesizer en randapparatuur zoals een digital delay en reverb toestellen. Hij maakt gebruik van samples gemaakt met de Roland SP 555 om elektronische muziekpatronen in te laden die daarna gekopieerd worden naar de "basistape". Die tape wordt vervolgens gebruikt om de verschillende lagen van percussie en blaasinstrumenten toe te voegen die ingespeeld worden door alle muzikanten van de band. Die patronen worden neergeschreven in muziekpatronen, gebruikmakend van zelfontworpen klanksymbolen.
Militia werd (en wordt) soms vergeleken met de Engelse band Test Department die vooral in de 80'er jaren furore maakte en een vergelijkbaar arsenaal aan instrumenten gebruikte. Toch zijn er verschillen op te merken tussen beide bands, voornamelijk wat stijl en muzikale richting betreft.
Militia componeerde en speelde op vraag van het Gallo-Romeins museum te Tongeren het op prehistorische en primitieve muziek gebaseerde project "Nature Revealed". De muziek van deze compositie werd onder meer gemaakt met kopieën van prehistorische muziekinstrumenten. Voor de realisatie van dit project ontvingen ze de steun van prof. Ganzemans van het Koninklijk Museum voor Midden-Afrika te Tervuren, België.

## Instrumenten
Elektronische instrumenten (niet aanwezig tijdens liveconcerten op het podium)
- Korg Poly 800 Mark 2 synthesizer + sequencer
- Roland SP 555 sampler
- BOSS RPD 10 digital dealy
- Boss ROD 10 overdrive/distortion
- Teac EQA 22 grafische equalizer
- Yamaha SPX 900 multi effect processor

Home recording-apparatuur
- Nakamichi cassettedeck 1.5
- Sony MDS 303 minidisk recorder
- Duson PA 75 versterker
- IQ Level 4 luidsprekers
- Quad Core Intel Pentium computer
- Lexicon Alpha D/A converter
- Shure microphones

Percussieinstrumenten (live bespeeld op het podium)
- 4 lege olievaten
- 3 lege metalen gascontainers
- 1 massief stalen radiator
- 1 rack met 2 metalen cirkelvormige zaagbladen, trommel en 2 metalen platen
- 1 rack met 2 grote metalen buizen
- 1 rack met gong-achtige metalen cirkelvormige plaat
- 1 rack met zelfgebouwd 'Glochenspiel'
- 1 rack met zelfgebouwde metalen trommels
- 1 rack met 3 metalen emmers
- 1 rack met een grote metalen plaat
- 2 bass drums (horizontaal gemonteerd op een statief)
- 1 trom
- 1 snare drum
- 3 bekkens

Blaasinstrumenten: (live bespeeld op het podium)
- 1 trompet
- 2x didgeridoo
- 1 lange metalen buis (didgeridoo sound)
- 2 koehoorns
- 1 Turkse houten fluit (zurna)

machines en gereedschap: (live bespeeld op het podium)
- betonmixer
- elektrische metaalzaagmachine

## Artwork
Meestal worden de cd- en platenhoezen van de Militia-uitgaven ontworpen door beeldend kunstenaars en grafisch ontwerpers:
- New European Order en The Black Flag Hoisted: hoesontwerp door Christophe Janssen, een Belgische webdesigner en grafisch ontwerper.
- Everything is One: artwork ontworpen door de Nederlandse kunstfotografe Lian Heuts.
- Nature Revealed: de muziek van "Nature Revealed" werd opgenomen op een dubbel-cd, met op de eerste cd de studioversie van de compositie en op de tweede cd de live-uitvoering ervan in Diepenbeek (België). De cd's werden verpakt in een houten box, die met de hand beschilderd is door de Militia-muzikanten. Verder werd die verpakking versierd door middel van enkele veren, een sluitring uit gebakken klei en voorzien van grafisch drukwerk van de Duitse kunstenaar Tom Meyer. Deze kunstenaar nam ook de illustraties in het cd-boekje voor zijn rekening.

## Huidige situatie
De band is lid van de Bilzerse Cultuurraad en ontvangt een jaarlijkse subsidie van de stad Bilzen.

## Militia zij-project MekanOrganiK
In samenwerking met de Bilzerse Cultuurraad organiseerde Militia's zij-project MekanOrganiK het straattheaterfestival Bilzorganic. Verschillende straatkunstenaars, performers en experimentele muziekmakers namen hieraan deel. MekanOrganiK presenteerde een performance voor 15 betonmixers en een dansvoorstelling.
MekanOrganiK geeft ook workshops, waarbij ze jonge mensen leren hoe ze muziekinstrumenten kunnen bouwen en ze geven een cursus "percussie op olievaten". In opdracht van jeugdclub Club 9 in Koersel (België) organiseerde MekanOrganiK de workshop "percussie op olievaten" gedurende de Fair Trade happening en diezelfde avond gaf MekanOrganiK een live performance van het muziekstuk "How to Extract Sunlight from Cucumbers".
MekanOrganiK zal in de nabije toekomst de eerste studio CD uitbrengen, gebaseerd op de avonturen van Liamel Gulliver, de figuur uit het boek Gulliver's Travels van Jonathan Swift. Deze cd krijgt de titel 'How to Extract Sunlight from Cucumbers mee. MekanOrganiK gebruikt onder meer organisch materiaal zoals zand, stenen, glas en water om klanken mee te genereren. Hun muziek klinkt iets experimenteler maar tegelijkertijd soms ook toegankelijker dan de Militia uitvoeringen. Dit eerste MekanOrganiK-album wordt uitgebracht op het Belgische Neuropa Records label.

## Politiek en filosofie
Militia is niet alleen een industrial-percussieband, maar tevens een platform voor anarchisme en anarchistische maatschappelijke standpunten. Hun visie omtrent de ideeën en maatschappelijke standpunten van het anarchisme als filosofie komen het best tot uiting in het album The Black Flag Hoisted en in het boek Eco-Anarchic Manifesto waarin ze het anarchistische maatschappijbeeld combineren en linken aan een doorgedreven milieubewustzijn en aandacht voor ons eco-systeem. In dit boek, dat tevens een cd bevat met de live registratie van een Militia concert in Rijsel (Frankrijk) tijdens het Deadly Actions Festival, leggen de muzikanten verspreid over 9 hoofdstukken hun visie uit op onze hedendaagse maatschappij en baseren ze zich hierbij op de standpunten van historische anarchisten zoals Bakoenin, Proudhon en Kropotkin.
Frank Gorissen - de auteur van deze eco-anarchistische leidraad - presenteert hierin een combinatie van ecologische en anarchistische elementen om hiermee tot de creatie te komen van een (utopische) eco-anarchistische samenleving. In dit boek wordt onder meer die eco-anarchistische maatschappij beschreven, maar worden daarnaast ook thema's aangesneden zoals de anarchistische maatschappelijke structuur, de eco-anarchistische economie, anarchistische cultuur, opvoeding en verdediging. Het boek is een blauwdruk voor een atheïstisch-anarchistisch samenlevingsmodel waarbij de anarchistisch-atheïstische moraal als een alternatief voor de bestaande maatschappelijke structuur naar voor wordt geschoven, hierbij rekening houdend met de organische toestand waarin zo'n samenleving vorm krijgt. Het boek werd van tekeningen van de Militia-instrumenten voorzien door de Belgische kunstenares en Yawar-danseres Leen Ruyters en is geschreven in het Engels. Boek en cd werden uitgebracht door het Duitse platenlabel Tactical Recordings en het Amerikaanse Malignant Records.
In 1998 speelde Militia een van haar eerste concerten op het Franse CLAPO festival in Amiens en de band werd daarbij uitgenodigd door de Franse tv-zender TF3 voor een kort liveoptreden en een interview, dat diezelfde avond tijdens een cultuurprogramma werd uitgezonden

## Logo
Het "kruis en cirkel"-logo is in feite de afbeelding van de schroef van een elektrische metaalzaag waarmee het cirkelvormige zaagblad wordt gefixeerd. Dit logo komt voor het eerst voor op de hoes van de lp New European Order: het zaagblad is een voorwerp dat gebruikt wordt als percussie-instrument en is als dusdanig representatief voor de muziek. Op de cover van de dubbel-cd Nature Revealed kreeg het logo een symbolische betekenis mee en stelt het de vier natuurelementen voor: water, vuur, aarde en lucht, de vier thema's overigens van de muziek op die cd. De cirkel (aarde) die deze vier elementen met elkaar verbindt, is ook terug te vinden op de cover van het album Everything is One. Die plaat vestigt de aandacht op de natuurlijke en wetenschappelijke benadering van het leven en vraagt om respect voor het milieu en voor al wat leeft. Het is een standpunt dat wel meer voorkomt in de werken van Militia: de wetenschappelijke, anarchistische en atheïstische benadering van het leven en van de opbouw van een ideale maatschappij, waarbij komaf gemaakt wordt met al de bovennatuurlijke "verklaringen" in verband met het leven, zoals het geloof in bovennatuurlijke verschijnselen, goden, geesten, het occulte, spiritualiteit en geloof en zo voort. Het album Black Flag Hoisted bevat naast twee cd's ook nog een zwarte vlag met het Militia-logo als symbool voor hun eco-anarchistische filosofie. Dat album is opgedragen aan het Animal Liberation Front omwille van hun strijd tegen de dierenmishandeling.

## Belangrijkste concerten
- Diepenbeek - België 1989 eerste live concert bij Radio Demervallei
- Tongeren - België 1989 Vibrato in the Grotto#1-festival
- Tongeren - België 1990 Vibrato in the Grotto#2-festival
- Heerlen - Nederland 1991 Oefenbunker
- Maastricht - Nederland 1992 Witte Ballons
- Diepenbeek - België 1993 Theaterzaal
- Hasselt - België 1993 XX Moda, optreden tijdens een modeshow in cultureel centrum "BELGIË"
- Tongeren - België 1994 Gallo-Romeins Museum
- Rijsel - Frankrijk 1995 Deadly Actions 3, performance met Frank Gorissen (Militia) en Mike Dando (Con-Dom)
- Gent - België 1996 Heavy Nursing Festival[2] + poster +
- Amiens - Frankrijk 1998 Clapo Festival + performance voor TF3, Franse televisie
- Bree - België 1998 solo performance van Frank Gorissen tijdens Sculpturale 98 Art Event (Artétude)
- Rijsel - Frankrijk 2000 Deadly Actions Festival[3][4] + foto's,video +
- Erlangen - Duitsland Xhponozon festival 2000 E-Werk
- Londen - Engeland 2002 Hinoema Festival
- Leeds - Engeland 2002 CultureBunker
- Maastricht - Nederland 2002 Klanktank Festival[5]+affiche+
- Sint-Niklaas - België 2004 Independent Festival for Music and Arts[6] + foto's +
- Antwerpen - België 2004 Belgian Independent Music Festival (BIM)[7][8] + foto's/poster +
- Alkmaar - Nederland 2005 Parkhof[9] + foto's +
- Diepenbeek - België 2005 Onderrock Festival
- Erlangen - Duitsland 2006 Xhponozon Festival[10] + foto's +
- Krefeld - Duitsland 2006 Maschinenfest[11][12] + foto's +
- Diest - België 2007 Gothica Fest[13][14] + foto's +
- Antwerpen - België 2008 Nuit et Brouillard "Deadly Actions" Festival[15][16][17] + poster+interview+foto's +
- Krefeld - Duitsland 2008 Maschinenfest festival[18] + foto's

## Fotogalerij
De volgende foto's dateren van de periode 2007 tot 2008 en laten de Militiamuzikanten aan het werk zien op Europese podia

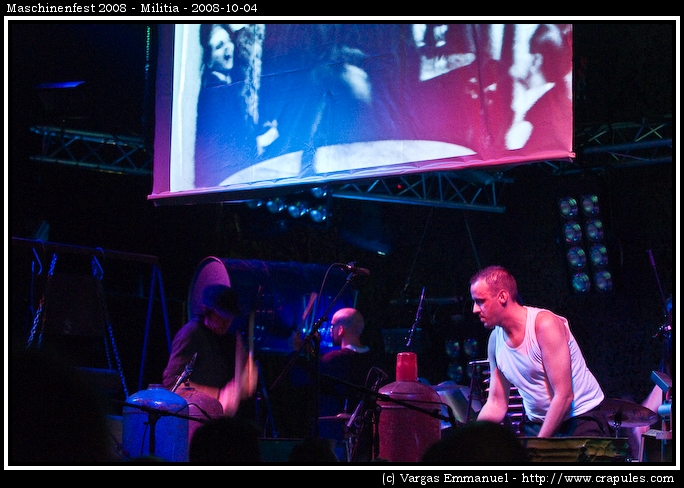
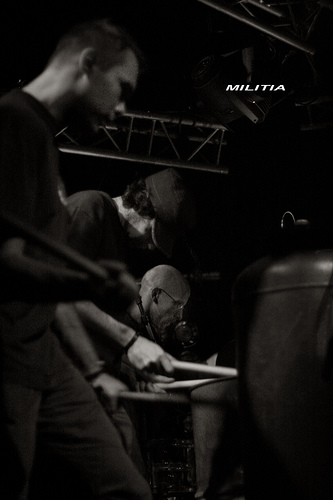
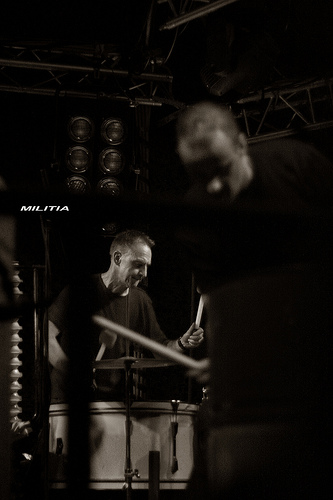
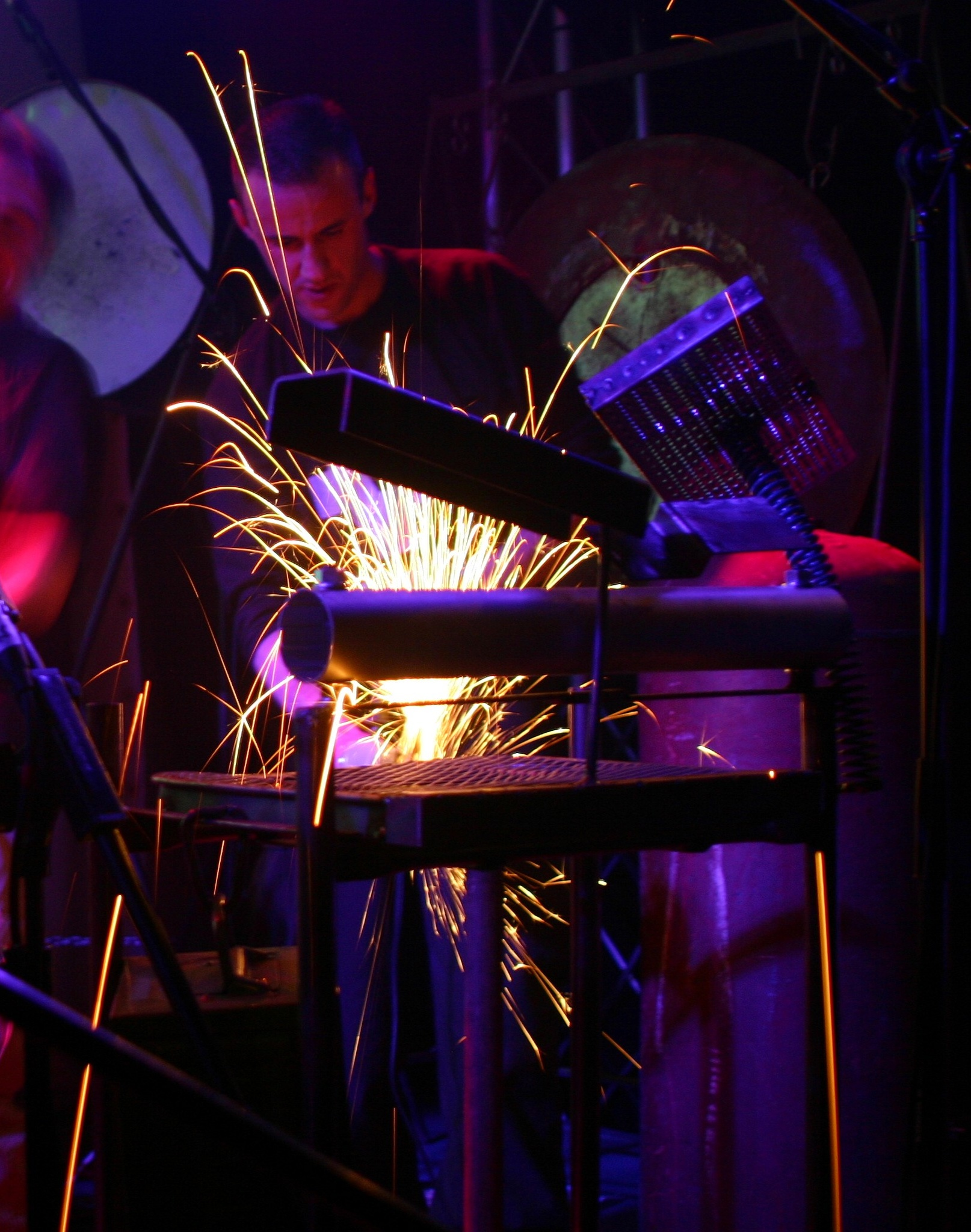
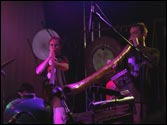
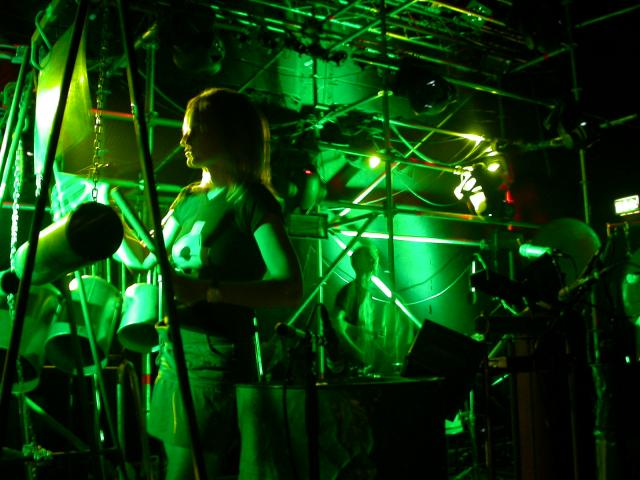

## Discografie
| label               | titel                  | formaat                          |
| ------------------- | ---------------------- | -------------------------------- |
| Praxis Dr. Bearmann | New European Order     | 3 LP box                         |
| Old Europa Café     | Scorched Earth Policy  | split tape/CD + Con-Dom          |
| Praxis Dr. Bearmann | Familiedrama/Pain      | split 7" + Con-Dom + Laura Maes  |
| Praxis Dr. Bearmann | Kingdom of our Lord    | 7" CD met fold out cover         |
| Tactical Recordings | Nature Revealed        | 2 Cd houten handbeschilderde box |
| Tactical Recordings | The Black Flag Hoisted | 2 Cd box + vlag                  |
| Tactical Recordings | Everything Is One      | Cd met fold out cover            |

Militia leverde tracks voor:
- War Against Society (3xLP, Ltd, label: Praxis Dr. Bearmann)[27]
- Ultrason (LP,label: (r)ecords)[28]
- Total War Against State + Capital 2 (CD, label: Hidden Power Enterprises)[29]
- 16th Independent Festival For Music & Arts (VHS, Ltd, label: EE Tapes)[30]
- Belgian Independent Music Compilation 3 (CD, label: Dark Entries Magazine)[31]
- Dark Demons 6 - 660 To Go (CDr, label: Dark Entries Magazine)[32]
- Maschinenfest 2006 (2xCD, label: Pflichtkauf)[33]
- Maschinenfest 2006 (2xCD, Ltd, Festival Edition, label: Pflichtkauf)[34]
- Juche (CD + boek, label: Tesco)[35]

Militia leverde muzikale bijdragen aan:
- Con-Dom: Acts of Faith (op track 1 "Commando Terreur")[36]
- Con-Dom Law. The Seventh Sermon (7", Ltd, label: Power & Steel)[37]
- Con-Dom: Perversion At All Costs (3xCD, label: Red Stream Inc)[38]
- Con-Dom: Retribution. The Fourth Sermon (7", Ltd, label: Ant-Zen)[39]
- Con-Dom: Retribution. The Fourth Sermon (7", Ltd, Spe., label: Ant-Zen)[40]